# Бритнева, Мария
Мария Александровна Бритнева, баронесса Сен–Жюст (англ. Maria Britneva, Baroness St Just, 2 июля 1921 — 15 февраля 1994) — российско-британская актриса.

## Юность
Мария Бритнева родилась в Санкт-Петербурге. Летом 1922 года, когда Бритневой было всего тринадцать месяцев, её мать покинула Россию и эмигрировала в Великобританию, взяв с собой Марию и её брата Владимира. Она выросла в Хаммерсмите, где поселилась её мать и работала переводчицей Антона Чехова, а также преподавала русский и французский языки.
В детстве Бритнева занималась балетом у Тамары Карсавиной и была известна как "маленький кузнечик" за свою способность высоко прыгать, но позже она не смогла продолжить карьеру танцовщицы, так как была невысокого роста и из-за проблем с ногами, а также по её словам, чрезмерно большой груди. Вместо этого она изучала актёрское мастерство в лондонской театральной школе-студии Мишеля Сен-Дени, с Питером Устиновым. Джон Гилгуд нанял её в свою лондонскую театральную труппу, но он и другие считали её плохой актрисой.

## Карьера
Бритнева сыграла второстепенные роли в нескольких фильмах: «Жаль, что ты каналья» (1954); «Козёл отпущения» (1959); «Внезапно прошлым летом» (1959); «Римская весна миссис Стоун» (1961); «Комната с видом» (1985); и «Морис» (1987).

## Личная жизнь
В 1948 году на вечеринке в доме Гилгуда Бритнева встретила Теннесси Уильямса и влюбилась в него. Некоторое время они переписывались, а затем она переехала в Нью-Йорк, где в начале 1950-х годов жила в небольшой квартире. Бритнева хотела большего, чем дружба, и рассказывала Артуру Миллеру о том, что Уильямс хочет жениться на ней. Она обсуждала дружбу с психотерапевтом, но, по сути, Бритнева и Уильямс были всего лишь близкими друзьями.
Уильямс аранжировал роли для Бритневой в постановках некоторых своих пьес, но их не очень хвалили. Он написал эпитафии для её двоюродного брата-диабетика, с которым она выросла, и её бульдога, который всегда рычал на него..
Бритнева часто путешествовала с Уильямсом и его партнёром Фрэнком Мерло. В какой-то момент он сказал, что чувствует себя виноватым за то, что использовал её в качестве приманки для привлечения других. Сообщалось, что она послужила источником вдохновения для персонажа Мэгги в фильме «Кошка на раскаленной жестяной крыше».
В 1955 году Уильямс сказал после премьерного выступления Бритневой в роли Бланш в «Трамвай «Желание» в постановке во Флориде:«Я думал, что написал хорошую пьесу, пока не увидел ее в ней».
У неё были и другие проблемы во время пребывания в США. Ходили слухи, что она спала с Марлоном Брандо и с Джоном Хьюстоном. По некоторым данным, она сделала аборт в 1951 году.
Бритнева влюбилась в Джеймса Лафлина, и в 1954 году они обручились. Позднее Лафлин разорвал помолвку. Жизнь с Бритневой была слишком беспокойной. Одна из оценок состоит в том, что Лафлин пришёл в ужас от своеволия актрисы.
В 1956 году в возрасте 24-х лет она познакомилась с английским пэром Питером Гренфеллом, вторым лордом Сен-Жюст, и вышла за него замуж 25 июля 1956 года. Её мать была в Канаде и вернулась в Англию, приехав на следующий день после свадьбы. Выйдя замуж за Сен-Жюста, Бритнева стала мачехой Лоры Клэр Гренфелл, его шестилетней дочери от первой жены Лесли Наст, дочери Конде Наста. В браке родились две дочери, Кэтрин Гренфелл (1957 г.р.), известная как Пульхерия, и Наташа Жаннин Мэри Гренфелл (1959 г.р.). Крестным отцом одной из её дочерей стал Франко Дзеффирелли, давний друг Бритневой.

## Смерть
Бритнева умерла в Лондоне в феврале 1994 года. Причиной смерти стала сердечная недостаточность в результате ревматоидного артрита. По её желанию она была похоронена в Уилбери-хаусе, загородном доме Гренфелл в Уилтшире, со своими собаками, а не со своими родственниками, с которыми она не очень ладила.

## Семья
Отец — Александр Владимирович Бритнев (1879 — 1937), выпускник Императорской Николаевской Царскосельской гимназии, по стопам отца закончил и ВМА, впоследствии судовой врач, служил в Красной Армии, в 1937 году был осужден по статье 58-6 УК РСФСР (за шпионаж) и расстрелян. Был реабилитирован (его репутация восстановлена) в 1969 году.
Мать — Мэри Карловна Бритнева (1894 — 1964, Лондон), дочь Чарльза Герберта Бакнолла, делового партнёра в Санкт-Петербурге французских оптовых торговцев драгоценными камнями Лео и Жоржа Сакса. Писательница, переводчик, была британкой по происхождению, но православной по вере (похоронена по православному обряду).
Брат — Владимир Александрович Бритнев (1919, Петроград — 1994, Лондон). Все пятеро прямых наследников Владимира Бритнева в настоящее время живут в Великобритании.
Муж (с 1956 по 1984) — Питер Джордж Гренфелл (1922 — 1984), английский пэр, второй лорд Сен-Жюст.
- Дочь — Кэтрин Гренфелл (1957 г.р.)[15], известная как Пульхерия.
  - Внучка — Наталья Клэр Гилмор (1981 г.р.)
  - Внук — Марко Оливер Гилмор (1988 г.р.)
- Дочь — Наташа Жаннин Мэри Гренфелл (1959 г.р.)
- Падчерица — Лора Клэр Гренфелл (1950 г.р.)

## Фильмография
| Год  | Название                   | Роль                             | Примечание          |
| ---- | -------------------------- | -------------------------------- | ------------------- |
| 1952 | Мулен Руж                  | девушка, которую приняли за Мари | не указана в титрах |
| 1954 | Жаль, что ты каналья       | туристка                         |                     |
| 1959 | Козёл отпущения            | горничная                        |                     |
| 1959 | Внезапно, прошлым летом    | Люси                             |                     |
| 1961 | Римская весна миссис Стоун | принцесса Бонмени                | не указана в титрах |
| 1985 | Комната с видом            | миссис Вайс, мать Сесила         |                     |
| 1987 | Морис                      | миссис Шипшенкс                  |                     |